# Paradidyma contigua
Paradidyma contigua är en tvåvingeart som först beskrevs av Wulp 1890.  Paradidyma contigua ingår i släktet Paradidyma och familjen parasitflugor. Inga underarter finns listade i Catalogue of Life.